# Ctenophora ishiharai
Ctenophora ishiharai är en tvåvingeart som beskrevs av Alexander 1953. Ctenophora ishiharai ingår i släktet Ctenophora och familjen storharkrankar. Inga underarter finns listade i Catalogue of Life.